# Stereonephthya ochracea
Stereonephthya ochracea is een zachte koraalsoort uit de familie Alcyoniidae. De koraalsoort komt uit het geslacht Stereonephthya. Stereonephthya ochracea werd in 1910 voor het eerst wetenschappelijk beschreven door Kükenthal. 